# Мулденхамер
Мулденхамер (њем. Muldenhammer) општина је у њемачкој савезној држави Саксонија. Једно је од 45 општинских средишта округа Фогтланд. Према процјени из 2010. у општини је живјело 3.566 становника. Посједује регионалну шифру (AGS) 14523245.

## Географски и демографски подаци
Мулденхамер се налази у савезној држави Саксонија у округу Фогтланд. Општина се налази на надморској висини од 615–750 метара. Површина општине износи 56,1 km². У самом мјесту је, према процјени из 2010. године, живјело 3.566 становника. Просјечна густина становништва износи 64 становника/km².